# Basette

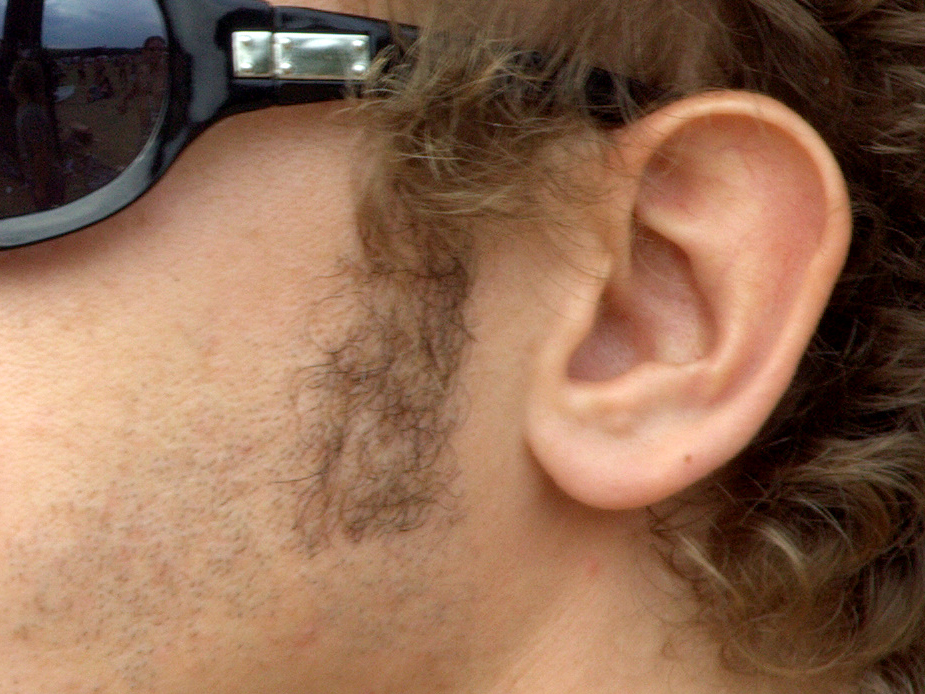
Basetta

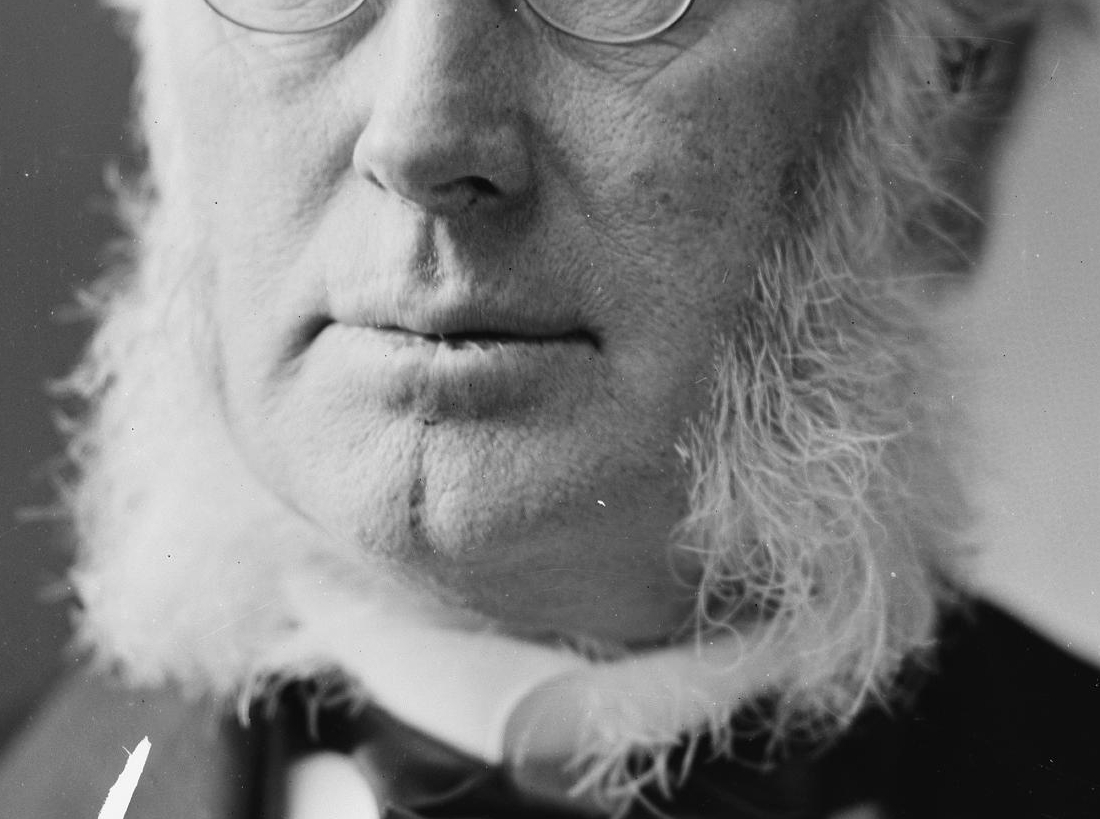
Favoriti

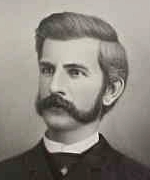
Fedine

Le basette sono peli lasciati crescere ai lati del viso maschile, che si estendono dall'attaccatura dei capelli per correre parallele alle orecchie. Ne esistono di diverse tipologie e lunghezze.

## Tipologie
Le basette possono essere tagliate all'altezza di metà orecchio, sotto all'orecchio, unite ai baffi (a formare le cosiddette fedine) o alla barba, o ancora portate lunghe sino alla base della guancia o al mento (favoriti).

## Etimologia
Il termine basette ha un'etimologia incerta. In inglese esse prendono il nome di sideburns, alterazione di burnsides, dal nome del generale della guerra civile americana Ambrose Burnside, un uomo noto per la sua insolita acconciatura facciale che collegava spesse basette tramite baffi, ma lasciava il mento pulito e rasato.

## Storia
Come i baffi e la barba, anche le basette hanno una lunga storia. I più antichi rinvenimenti micenei mostrano giovani uomini con lunghi capelli e basette ricciolute che arrivano alla fine dell'orecchio, gli uomini più maturi invece portavano la barba. Con i Greci che preferivano la barba e con i Romani che durante la repubblica fino al II sec. d.C. bandirono ogni tipo di barba, anche le basette caddero in disuso. 
Durante la guerra dei trent'anni i capelli lunghi degli uomini erano spesso accompagnati da baffi all'insù con barbette a punta oppure con pizzetti e basette che arrivavano alla fine dell'orecchio. A partire dalla metà del XVII secolo con il progressivo avvento delle parrucche, gli uomini iniziarono a radersi completamente la testa, dunque anche le basette furono eliminate dalla moda. Per tutto il XVIII secolo con le parrucche o con i capelli lunghi gli uomini erano completamente sbarbati, non portavano barba o basette, e raramente portavano i baffi. La situazione non cambiò fino alla fine del secolo, quando gli sconvolgimenti politici della Rivoluzione francese resero le parrucche sempre meno popolari e le rasature sempre più sommarie. A partire dal 1795-1797 le basette iniziarono a comparire sotto i lunghi capelli dei membri del Direttorio e così divennero di moda. A esaltare maggiormente le basette vi fu poi a partire dal 1798-1799 l'adesione di molti francesi del taglio alla Brutus e alla Titus, tagli corti, alla romana. 
L'inizio del XIX secolo fu caratterizzato da capelli corti e basette molto lunghe e sottili, mentre con la Restaurazione vi fu un tentativo in parte riuscito di far tornare l'incipriature delle parrucche e dei capelli, ma la moda decadde nella prima metà del secolo. In età vittoriana, i capelli e le basette si allungarono, Si diffusero i favoriti, portati ad esempio da Alessandro Manzoni. A partire dalla seconda metà del secolo le basette vennero unite ai baffi e i capelli corti tornarono di moda. Con l'avvento delle lunghe barbe a fine secolo, i favoriti e le basette divennero pressoché fuori moda. 
Dal 1890 agli anni cinquanta del XX secolo gli uomini radevano le loro basette all'inizi dell'orecchio, negli anni 1950 Elvis Presley torna poi a sfoggiarle a fine orecchio. Durante i movimenti giovanili del 1968, molti stili termidoriani e ottocenteschi vennero rivisitati e così le barbe e le basette tornarono di moda fino alla fine degli anni 1970. A partire dagli anni 1980 le basette caddero in disuso, ma nel XXI secolo si sono tornate a sfoggiare, come parte della moda hipster.

## Galleria fotografica

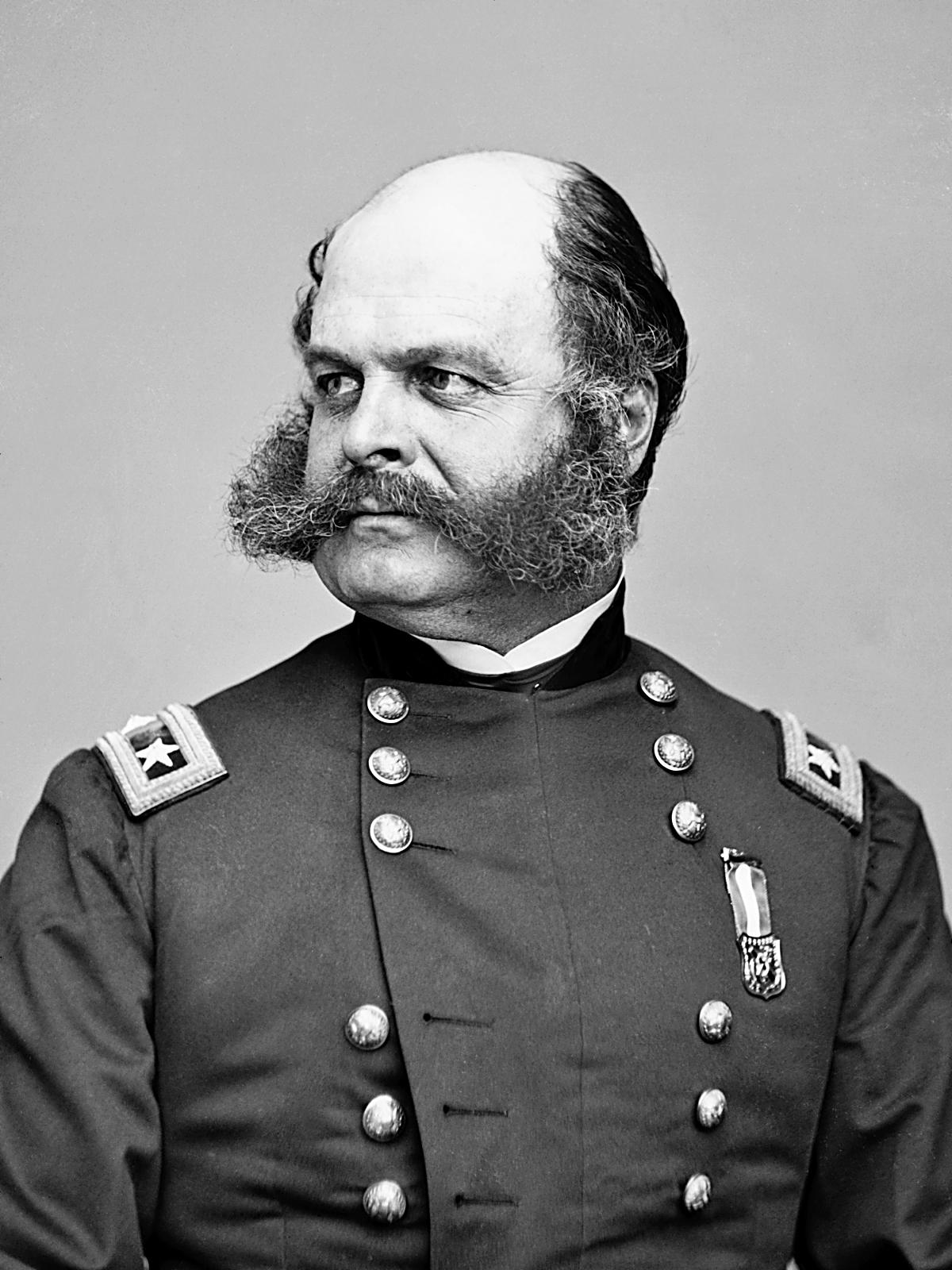
Ambrose Burnside
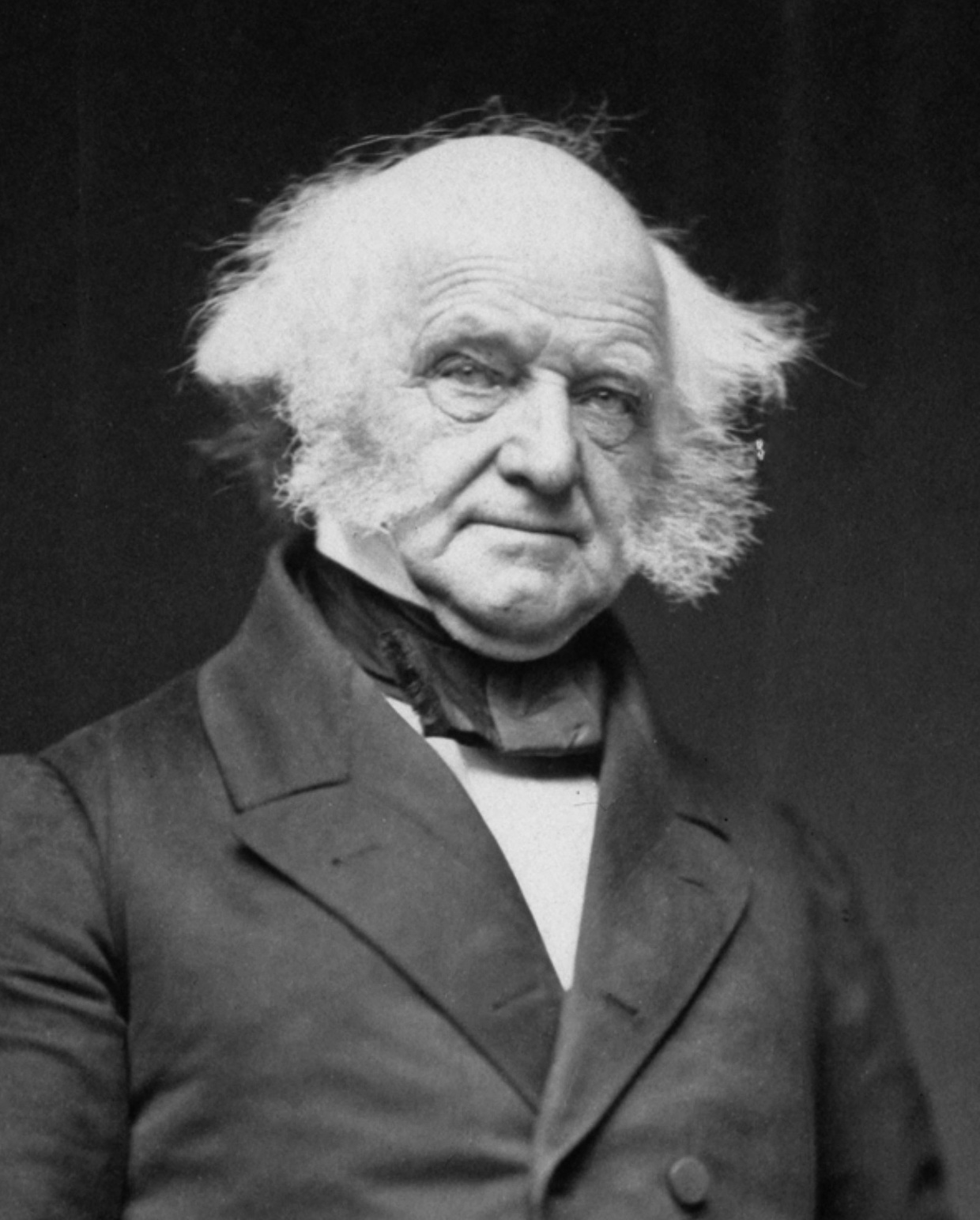
Martin Van Buren
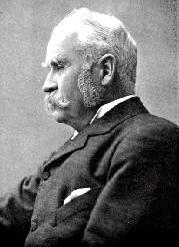
W. S. Gilbert
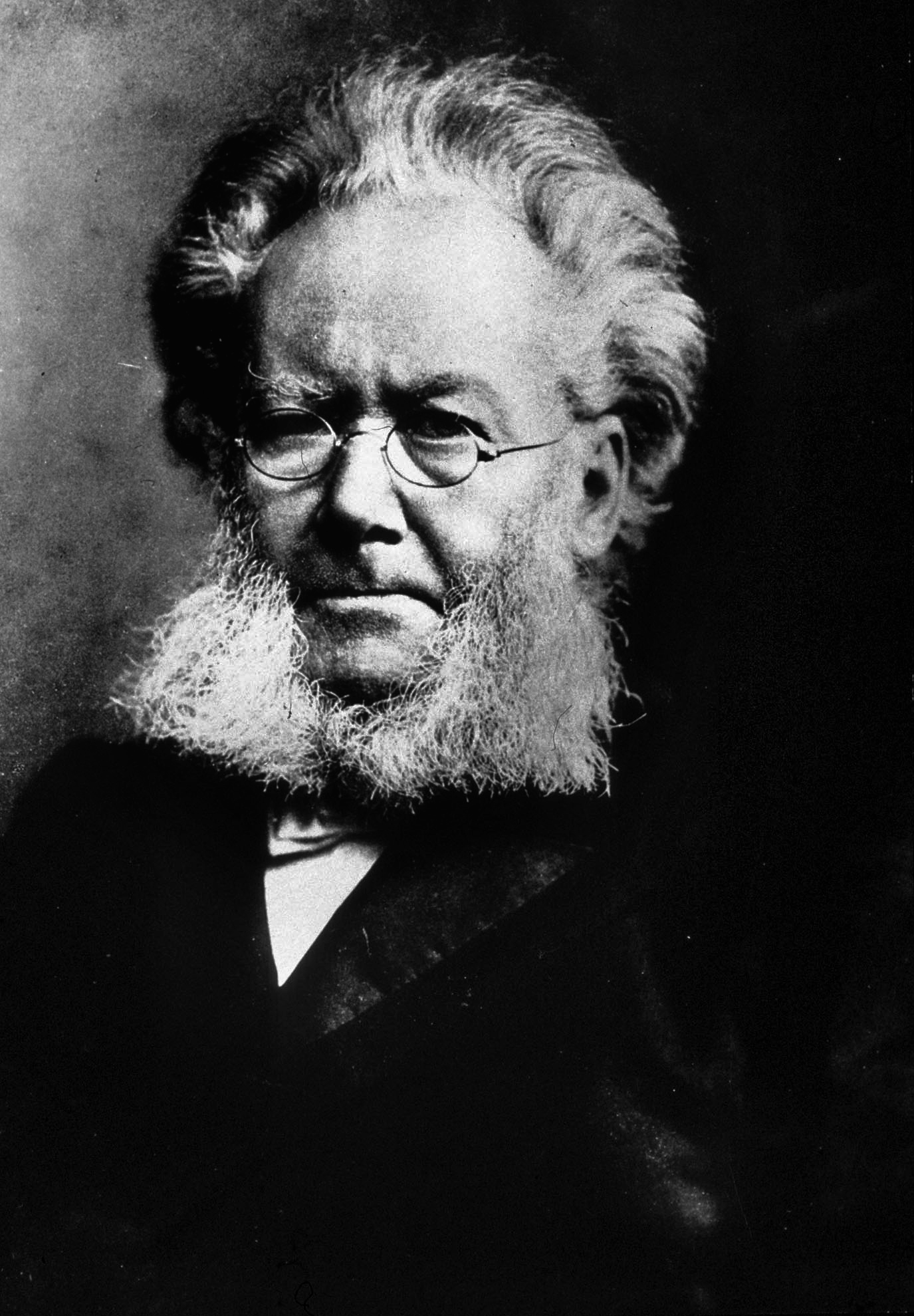
Henrik Ibsen
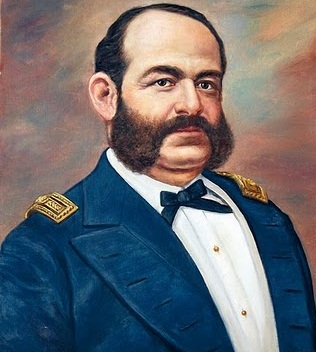
Miguel Grau Seminario
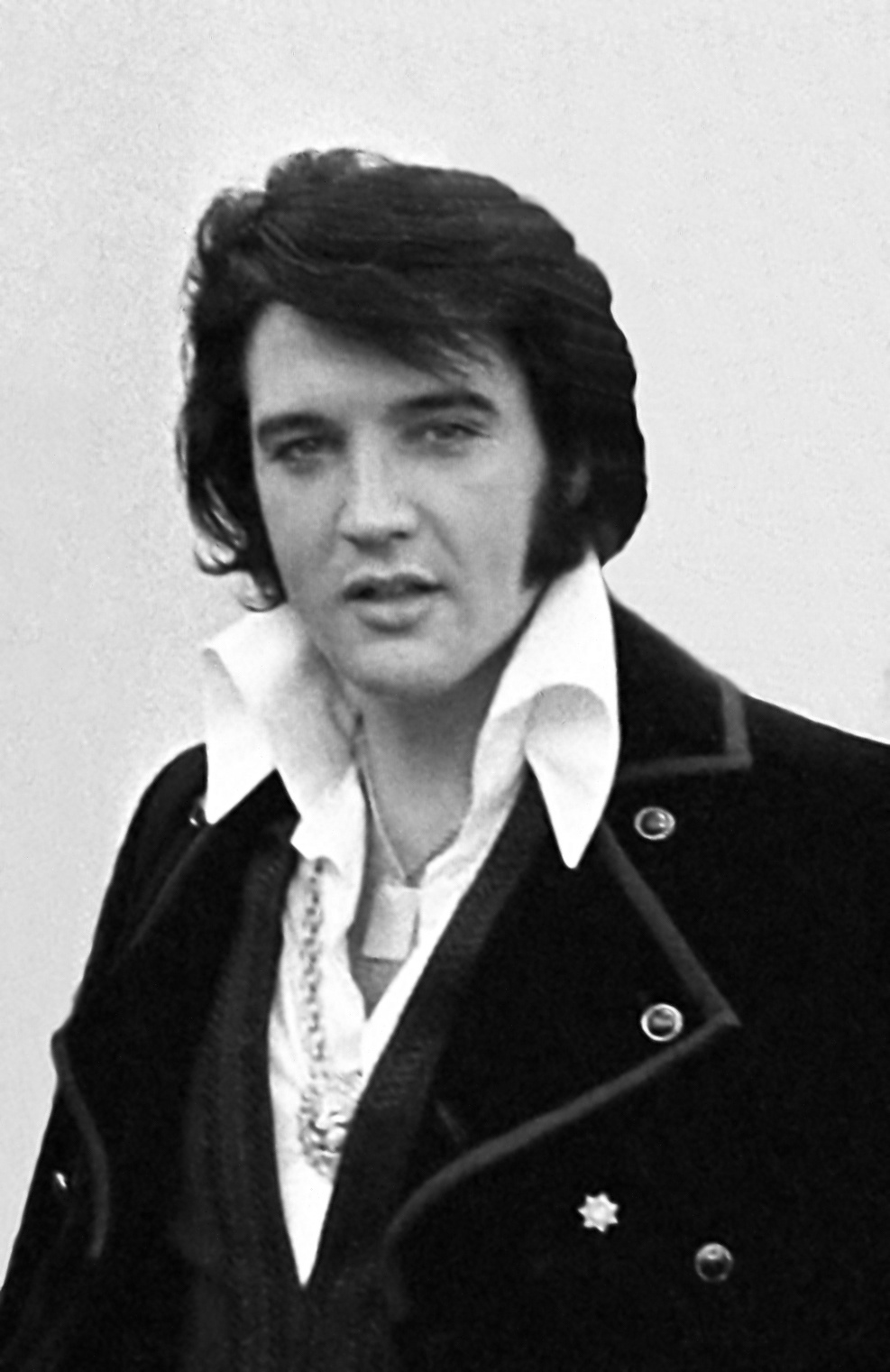
Elvis Presley
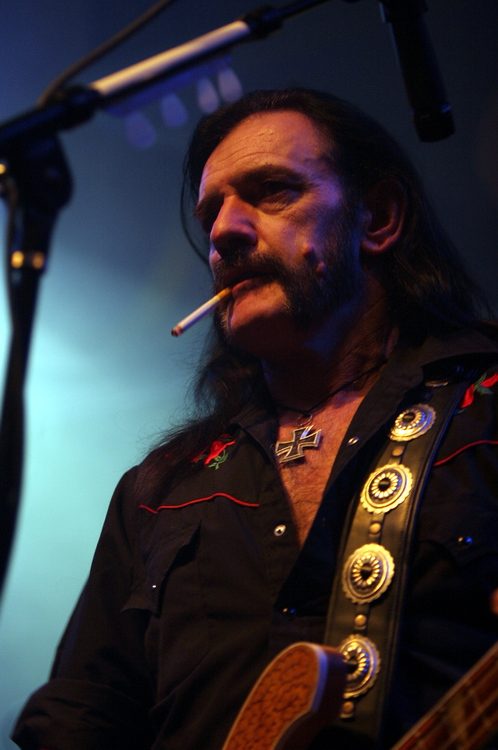
Lemmy Kilmister